# سفيان بن نسر
سُفَيان بن نسر بن عمرو بن الحارث الخزرجي الأنصاري صحابي جليل من قبيلة الخزرج من الأنصار شهد مع النبي محمد ﷺ غزوة بدر وغزوة أحد.